# Walnut Ridge
Walnut Ridge är administrativ huvudort i Lawrence County i Arkansas. Walnut Ridge hade 4 890 invånare enligt 2010 års folkräkning.

## Personer från Walnut Ridge
- Washboard Sam, bluesmusiker